# Orchestina pilifera
Orchestina pilifera là một loài nhện trong họ Oonopidae.
Loài này thuộc chi Orchestina. Orchestina pilifera được miêu tả năm 1916 bởi Dalmas.